# 孫淇渶
孫淇渶（1783年—1853年），清朝軍事將領、武進士出身。
嘉慶二十二年（1817年），登武進士，授三等侍衛。道光二年，升湖北提標左營遊擊。道光五年，任提標差委。道光十年，改荊門營遊擊。道光十四年，升湖北提標中營參將。道光十八年，改湖北城守營參將、副將銜。道光二十年，任貴州平遠協副將。道光二十四年，任廣東南韶連鎮總兵，后署潮州鎮總兵。